# Tukrah
Tukrah‎ (em árabe: توكرة; romaniz.: Tukrah‎) é uma localidade da Líbia, situada no distrito de Marje. Entre 1983 e 1987, foi capital do distrito de Tukrah‎.